# Autocharis ecthaemata
Autocharis ecthaemata is een vlinder uit de familie grasmotten (Crambidae). De wetenschappelijke naam van deze soort is voor het eerst geldig gepubliceerd in 1913 door George Francis Hampson.
De soort komt voor in tropisch Afrika.